# Південкабель
Завод «Південкабель» — найбільше підприємство електротехнічної промисловості України, розташоване в Немишлянському районі Харкова.

## Історія
Після закриття ринку Росії в 2014 році завод знаходився в стані кризи й в 2016 році почав глибоку модернізацію виробництва. У завод інвестували понад півмільйона євро. Були встановлені нові лінії виробництва, що дозволило випускати конкурентоспроможну продукцію для поставок до країн Євросоюзу.
У 2017 році на “Південкабелі” було встановлено нове обладнання для цеху волоконно-оптичних кабелів. Ця техніка дозволила випускати кабелі з підвищеною кількістю оптичного волокна, що відповідає європейським стандартам, які знайшли покупців в країнах Європейського Союзу.
Було підписано контракт із Польщею під час Х Міжнародного економічного форуму, який відбувався у Харкові у вересні 2018.
В листопаді 2018 року на заводі запустили нову лінію волочіння. Це повинно дозволити збільшити обсяги виробництва на 200 мільйонів гривень за рік.
За 2017-2018 роки обсяги виробництва на “Південкабелі” збільшились майже на 40%.
1 листопада 2018 року на заводі відкрили чергову нову лінію з виробництва кабелю середньої, високої і надвисокої напруги.
2019 року підприємство планує укласти контракти з нідерландськими та французькими партнерами.

## Продукція
- Дроти і кабелі
- Профілі кольорових металів
- Дроти нагрівостійкі обмотувальні різного призначення
- Кабелі волоконно-оптичні

Послуги
- Автотранспортні
- З регенерації чорних металів